# Manzinus (cráter)
Manzinus es un cráter de impacto que se encuentra en la región sur de la cara visible de la Luna, a menos de un diámetro al sursudoeste del cráter Mutus, y al noroeste de Boguslawsky. Este último es un cráter con casi el mismo diámetro y una apariencia similar a la de Manzinus.
El borde exterior de Manzinus aparece desgastado, erosionado, y algo irregular. Al norte-noreste se une con Manzinus R, más pequeño, y la cresta en ese lado es más baja y forma una silla de montar. Hay un grupo de pequeños cráteres en el lado sur que parcialmente se superponen entre sí, que incluye a los cráteres satélite D, E, G y N. El cráter satélite Manzinus A se encuentra en la pared interior del sureste. Del mismo modo, el pequeño cráter Manzinus S se encuentra en el norte de la pared interior, y Manzinus J, en forma de copa, sobre el borde noroeste.
La superficie interior ha sido reconstituida por flujos de lava, formando una llanura muy plana que está marcada solo por unos diminutos cráteres. El suelo tiene el mismo albedo que el terreno circundante.

## Cráteres satélite
Por convención estos elementos son identificados en los mapas lunares poniendo la letra en el lado del punto medio del cráter que está más cercano a Manzinus.
|          | \| Manzinus \| Coordenadas \| Diámetro \| \| -------- \| ----------------------------- \| -------- \| \| A \| 68°24′S 27°30′E / -68.4, 27.5 \| 20 km \| \| B \| 63°42′S 21°06′E / -63.7, 21.1 \| 28 km \| \| C \| 70°06′S 22°06′E / -70.1, 22.1 \| 25 km \| \| D \| 69°36′S 24°42′E / -69.6, 24.7 \| 34 km \| \| E \| 68°54′S 25°24′E / -68.9, 25.4 \| 18 km \| \| F \| 63°54′S 19°42′E / -63.9, 19.7 \| 18 km \| \| G \| 69°36′S 26°00′E / -69.6, 26.0 \| 16 km \| \| H \| 68°36′S 19°12′E / -68.6, 19.2 \| 13 km \| \| J \| 66°18′S 23°30′E / -66.3, 23.5 \| 12 km \| \| K \| 63°18′S 20°18′E / -63.3, 20.3 \| 12 km \| \| L \| 64°24′S 22°42′E / -64.4, 22.7 \| 20 km \| \| M \| 63°24′S 22°48′E / -63.4, 22.8 \| 6 km \| \| N \| 70°12′S 28°48′E / -70.2, 28.8 \| 14 km \| \| O \| 64°54′S 25°00′E / -64.9, 25.0 \| 5 km \| \| P \| 67°48′S 29°24′E / -67.8, 29.4 \| 6 km \| \| R \| 65°54′S 30°00′E / -65.9, 30.0 \| 16 km \| \| S \| 66°24′S 27°18′E / -66.4, 27.3 \| 11 km \| \| T \| 67°30′S 32°54′E / -67.5, 32.9 \| 21 km \| \| U \| 68°36′S 34°30′E / -68.6, 34.5 \| 21 km \| |          |
| Manzinus | Coordenadas | Diámetro |
| A        | 68°24′S 27°30′E / -68.4, 27.5 | 20 km    |
| B        | 63°42′S 21°06′E / -63.7, 21.1 | 28 km    |
| C        | 70°06′S 22°06′E / -70.1, 22.1 | 25 km    |
| D        | 69°36′S 24°42′E / -69.6, 24.7 | 34 km    |
| E        | 68°54′S 25°24′E / -68.9, 25.4 | 18 km    |
| F        | 63°54′S 19°42′E / -63.9, 19.7 | 18 km    |
| G        | 69°36′S 26°00′E / -69.6, 26.0 | 16 km    |
| H        | 68°36′S 19°12′E / -68.6, 19.2 | 13 km    |
| J        | 66°18′S 23°30′E / -66.3, 23.5 | 12 km    |
| K        | 63°18′S 20°18′E / -63.3, 20.3 | 12 km    |
| L        | 64°24′S 22°42′E / -64.4, 22.7 | 20 km    |
| M        | 63°24′S 22°48′E / -63.4, 22.8 | 6 km     |
| N        | 70°12′S 28°48′E / -70.2, 28.8 | 14 km    |
| O        | 64°54′S 25°00′E / -64.9, 25.0 | 5 km     |
| P        | 67°48′S 29°24′E / -67.8, 29.4 | 6 km     |
| R        | 65°54′S 30°00′E / -65.9, 30.0 | 16 km    |
| S        | 66°24′S 27°18′E / -66.4, 27.3 | 11 km    |
| T        | 67°30′S 32°54′E / -67.5, 32.9 | 21 km    |
| U        | 68°36′S 34°30′E / -68.6, 34.5 | 21 km    |